# Jed Prouty
Jed Prouty est un acteur américain, né le 6 avril 1879 à Boston (Massachusetts), mort le 10 mai 1956 à New York (État de New York).

## Biographie
Au théâtre, Jed Prouty s'illustre notamment dans le répertoire du vaudeville et joue entre autres à Broadway, dans des comédies musicales, quelques pièces, deux revues et une opérette, d'abord entre 1910 et 1922, puis au cours des années 1940. Mentionnons la comédie musicale Something for the Boys (1943-1944, musique et lyrics de Cole Porter, avec Ethel Merman et Betty Garrett).
Au cinéma, il débute durant la période du muet, son premier film étant Sadie Love (en) de John Stuart Robertson (avec Billie Burke et Hedda Hopper), sorti en 1919.
Suivent cent-quarante-quatre autres films américains, dont Le Prix d'une folie d'Allan Dwan (1925, avec Gloria Swanson et Alec B. Francis), La Légion des damnés de King Vidor (1936, avec Fred MacMurray et Jean Parker) et L'Or du ciel de George Marshall (1941, avec James Stewart et Paulette Goddard).
Fait particulier, lui et Spring Byington tiennent les rôles principaux dans une série de dix-sept films (1936-1940) consacrée à la famille Jones (en), dont Quick Millions de Malcolm St. Clair (1939).
Son dernier film est Guilty Bystander de Joseph Lerner (avec Zachary Scott et Faye Emerson), sorti en 1950.
Pour la télévision, Jed Prouty contribue à trois séries américaines, de 1950 à 1952 (quatre ans avant sa mort).

## Théâtre à Broadway (intégrale)
- 1910 : Girlies, comédie musicale, musique d'Egdbert Van Alstyne, lyrics d'Harry Williams, livret de George V. Hobart : Gordon Doane
- 1912 : The Pink Lady, comédie musicale, musique d'Ivan Caryll, lyrics et livret de C. M. S. McLellan, d'après la pièce Le Satyre de Georges Berr et Marcel Guillemaud : Bebe Guingolph
- 1914 : The Only Girl, comédie musicale, musique et orchestrations de Victor Herbert, lyrics et livret d'Henry Blossom : John Ayer
- 1916-1917 : Die Faschingsfee (Miss Springtime), opérette, musique d'Emmerich Kálmán, nouveaux lyrics de P. G. Wodehouse et Herbert Reynolds, livret adapté par Guy Bolton : Dustin Stone
- 1917 : This Way Out de Frank Craven
- 1917 : What's Your Husband Doing? de George V. Hobart
- 1919 : The Velvet Lady, comédie musicale, musique de Victor Herbert, lyrics d'Henry Blossom, livret de Fred Jackson : Nicholas King
- 1920 : The Girl from Home, comédie musicale, musique de Silvio Hein, lyrics et livret de Frank Craven : Simpson
- 1921 : The All-Star Ilders of 1921, revue, auteurs non mentionnés
- 1922 : Some Party, revue, musique de divers auteurs, lyrics et livret de R. H. Burnside
- 1943-1944 : Something for the Boys, comédie musicale produite par Michael Todd, musique et lyrics de Cole Porter, livret de Dorothy et Herbert Fields, chorégraphie de Jack Cole : Roger Calhoun
- 1945 : And Be My Love d'Edward Caulfield : M. Fillmore
- 1945 : Too Hot for Maneuvers de Bud Pearson et Les White : le major Peters
- 1947 : Heads or Tails de H. J. Langsfelder et Ervin M. Drake, mise en scène d'Edward F. Cline : Philip McGill

## Filmographie partielle

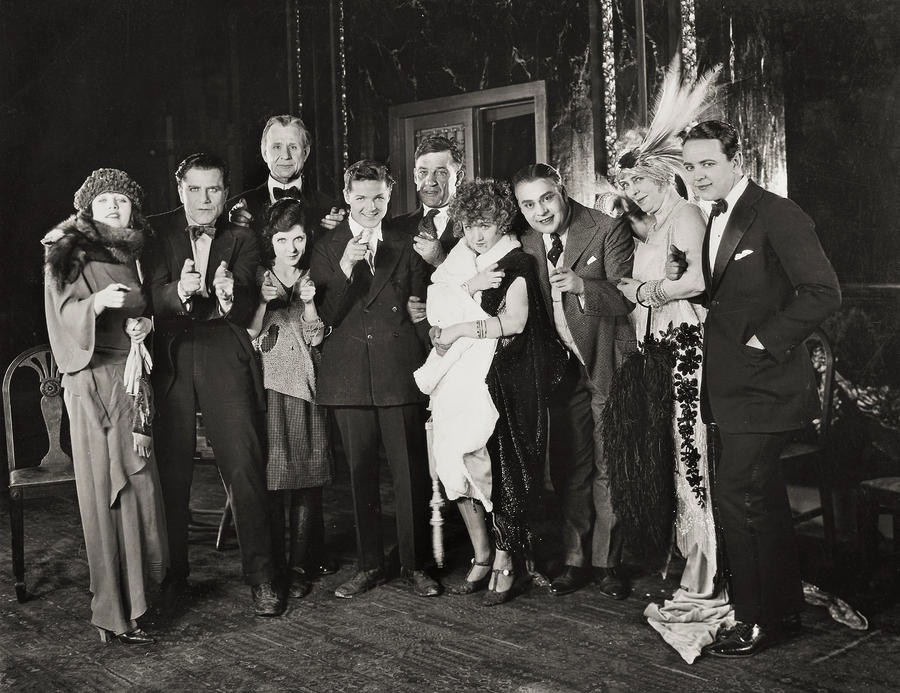
Distribution de Kick In (1922), avec notamment Betty Compson, Bert Lytell (les deux premiers à gauche) et Jed Prouty (troisième en partant de la droite)

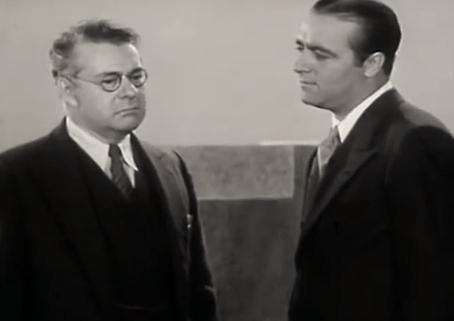
Avec James Hall (à d.), dans Manhattan Tower (1932)

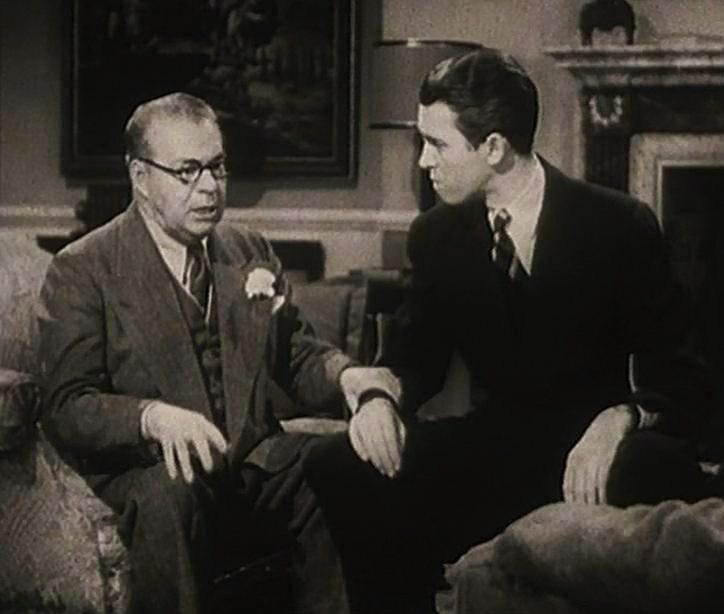
Avec James Stewart (à d.), dans L'Or du ciel (1941)